# Knud Pedersen Gyldenstierne
Knud Pedersen Gyldenstjerne (født omkring 1480, død 20. juni 1552 i Kalundborg) var en dansk rigsråd, søn af Peder Nielsen Gyldenstjerne til Tim og Regitse Torbensdatter Bille fra Søholm. Han må være født omkring 1480, for i 1498 blev han indskrevet ved Københavns Universitet. 

## Unge år
I 1502 deltog Gyldenstierne som hofsinde i den unge Christian 2.s felttog mod Elfsborg. I 1517 blev han lensmand på Ålholm, men mistede kort efter denne forlening, da han blev sat i fængsel. Som fætter af Torben Oxe blev han beskyldt for delagtighed i det formodede giftmord på Dyveke.
Han blev dog frigivet mod at love, aldrig at vise sig for kongens øjne igen, og opholdt sig i den følgende tid på sin gård Tim ved Ringkøbing. Kort efter modtog Christian 2. klage over Gyldenstjernes rå adfærd mod en bonde; men i 1523 udnævnte Frederik 1. ham til lensmand på Vordingborg Slot, og han talte fra da af som en fremtrædende personlighed. Han fik senere også hævn over Dyvekes mor Sigbrit Willums, der angiveligt var skyld i, at Gyldenstierne var kommet under mistanke. Efter at Sigbrit i 1523 var flygtet fra Danmark sammen med kongefamilien, fik Gyldenstierne fat i den gravsten, hun havde købt til sig selv, og hvoraf de bevarede brudstykker nu opbevares på Nationalmuseet. Han satte den op ved indkørslen til sin slægtsgård Tim, og opfordrede sine tjenere til dagligt at spytte eller urinere på den.

## I Skåne
I juli 1524 var han sammen med en del adelsmænd medunderskriver af en forpligtelse til at modstå Luthers kætteri, blev af Frederik 1. udnævnt til fodermarsk og deltog som sådan det følgende år i kampen i Skåne mod Søren Norby, men sendtes i juni måned af Johan Rantzau og de skånske råder til Sverige for at fremskynde den hjælp, kong Gustav Vasa havde lovet. Han skal have været meget ivrig for at få Søren Norbys fangne medhjælper Otte Stigsen Ulfeldt henrettet, af forbitrelse over, at denne havde ladt Lyngbygård i Skåne afbrænde, der havde tilhørt den 1523 afdøde Jens Holgersen Ulfstand, med hvis datter Sidsel Knud Gyldenstierne fik denne gård i besiddelse; men, tilføjer sagnet, da Otte Stigsen lovede at vise ham, hvor Christian 2. havde gemt en efterladt skat af arabisk guld, fik han ham benådet, men nu kunde Otte Stigsen ikke finde skatten, hvilket Knud Gyldenstierne måtte døje megen spot over. Sagnet er dog vist upålideligt; i alt fald blev Knud Gyldenstierne først omkring 1528 gift med Sidsel Ulfstand.

## Reformationen
I 1525 ombyttede Knud Gyldenstierne Vordingborg len, som Henrik Gjøe nu fik, med Kalundborg og blev 1529 optaget i rigsrådet. Som rigsråd ledsagede han samme år kongens søn hertug Christian på dennes rejse til Norge for at ordne de urolige forhold i dette rige. I maj 1531 måtte han afstå Kalundborg len til Mogens Gjøe, men forlenedes til gengæld med Nykøbing Slot på Falster, der hørte til det enkegods, der var bestemt for Frederik 1.s dronning Sophie. 
Som lensmand her fik han en del at gøre med gråbrødrenes opgivelse af deres kloster, uden dog selv endnu at have sluttet sig til Luthers parti. Da Christian 2. i juli måned 1532 var bragt til København, overdroges det Knud Gyldenstierne sammen med Otte Krumpen og et par holstenske råder at føre den ulykkelige konge til Sønderborg (9. august 1532). Det var første gang, de atter sås siden Dyvekes dage. Sit had til kongen skal han ved denne lejlighed tydeligt have vist, idet han skal have flået Den gyldne Vlies' ordenskæde af kongens hals og trukket ham i skægget.
På herredagen i København 1533 efter kong Frederiks død sluttede Knud Gyldenstierne sig til det katolske parti; han var således blandt Hans Tausens dommere. I juni 1534 sendtes han i anledning af grev Christoffer af Oldenburgs angreb på Holsten af det sjællandsk-skånske råd til hertug Christian (3.) for at undskylde, at rådet på grund af uroligheder i Malmø ikke for øjeblikket kunne yde hertugdømmerne den traktatmæssige hjælp. Her fra vendte han tilbage til København til det til sankthans berammede kongevalg; men da grev Christoffer pludselig landede på Sjælland, skyndte han sig tilbage til sin forlening Nykøbing. 
Han søgte forgæves at få våbenstilstand indtil Mikkelsdag for imidlertid at kunne sætte sin lensfrue, dronning Sophie, ind i forholdene, men måtte 22. august overgive slottet til Anders Bentsen Bille og Mikkel Blick, der var sendt imod ham med en stor krigsmagt. Han blev som fange ført til København, hvor han nu forsonede sig med grev Christoffer og blev dennes lensmand på Krogen (dvs. Kronborg). I slutningen af året deltog han i den skånske adels felttog mod de tropper, som kong Gustav havde sendt Christian 3. til hjælp.
I januar 1535 blev han derpå stævnet til møde i København, men lige som en del andre rigsråder, under den store forbitrelse, som den skånske adels frafald fra greven havde fremkaldt, uden videre taget til fange og 20. maj ført til Malmø, hvor han sad fængslet, indtil han i januar 1536 tillige med de øvrige fangne adelsmænd førtes til Mecklenburg. Efter Københavns overgivelse i juli 1536 overgaves han til Christian 3. En tid sad han fanget i Rendsborg og senere i København, indtil han 28. oktober fik sin fulde frihed mod at forpligte sig til troskab mod Christian 3. og dennes slægt. Han fik sin plads i rigsrådet tilbage og blev udnævnt til marsk. Meningen synes at have været, at han skulde have afløst Tyge Krabbe som rigsmarsk, og han kalder sig i et brev af 3. december også "Danmarks Riges marsk"; men Tyge Krabbe beholdt stillingen. Knud Gyldenstierne blev i stedet hofmarskal, og således adskiltes fra nu af disse to tidligere forenede embeder.

## Under Christian 3.
Under Christian 3. indtog Knud Gyldenstierne atter en betydelig stilling. I 1537 fulgte han kongen til fyrstemødet i Braunschweig, deltog 1539 i forhandlingerne i Brömsebro med Gustav Vasa og ledsagede i 1548 den unge hertug Frederik på dennes hyldingsrejse til Oslo. Også Kalundborg havde han 1536 fået tilbage, og i året 1549 blev det ham, der her skulde få opsyn med Christian 2., der sad som fange på Kalundborg Slot, og som han i sin ungdom havde været både ven og uven med. Årene havde dog nu mildnet dem begge; de nærmede sig begge stærkt det 70. år. 
Mod kong Christian synes Knud Gyldenstierne også nu at have vist så stor lemfældighed, som det gik an efter de pålæg, han stadig modtog om at passe godt på fangen. Den tidligere så strenge og voldsomme mand var også bleven gudfrygtig. Han har således efterladt sig en lang salme om vor kristelige tros artikler og besynderlig om vor herre jesu christi pines historie. Hverken indhold eller form bærer mindste spor af poetisk begavelse, men Peder Palladius omarbejdede den, og i hans udgave fandt den optagelse i flere senere salmebøger.
Pilatus hand suarett och sagde them sandt:
Jeg kand icke andhett fornemme
end thette er jen vschuldige mand,
huor for schall Jeg hannem dømme.
Tha robthe alle Jøderne huer och jen
tha estu icke keyserens wen
om thu lader hannem vndkomme.
Knud Gyldenstierne døde i Kalundborg. Fra 1936 har hans gravsten været fastgjort på kirkegårdsmuren omkring Kalundborg kirke. Et epitafium over ham og hans familie er opsat i Tim kirke.
Med Sidsel Ulfstand, der døde i 1575, og som skal have været en virksom og kraftig kvinde, fik han syv børn, deriblandt sønnerne Axel og Peder. 